# Hospitaalorde van Sint-Jan (balije Brandenburg)

Het embleem van de Johannieter Orde in Duitsland

De Hospitaalorde van Sint-Jan (balije Brandenburg) (Duits: "Balley Brandenburg des Ritterlichen Ordens St. Johannis vom Spital zu Jerusalem") is de officiële naam van de Orde van Malta in Duitsland. Deze is in 1853 heropgericht als voortzetting van de Duitse tak van de Johannieter Orde.

## Geschiedenis
De Balije Brandenburg was onderdeel van het Grootprioraat Duitsland van de Hospitaalorde van Sint-Jan, tegenwoordig beter bekend als de Maltezer Orde. De Balije Brandenburg wordt in 1351 genoemd als het door het Heimbacher Vergleich een geprivilegieerde positie in het Duitse Keizerrijk krijgt, maar al in 1154 vestigt de orde zijn eerste commanderij (Kommende) in Duisburg en Brandenburg.
Nadat in 1538 Joachim II, keurvorst van Brandenburg, tot het lutherse geloof overgaat, verandert de orde langzaam van een katholieke in een protestantse organisatie en staat sinds 1693 ononderbroken onder leiding van een prins uit de familie Hohenzollern. Dit biedt echter onvoldoende bescherming want in 1810 wordt de orde door Frederik Willem III van Pruisen "geseculariseerd" en alle eigendommen van de orde worden, ter financiering van oorlogsschade, geconfisqueerd. De orde overleeft als vereniging zonder middelen.
De Koning stelde op 23 mei 1812 de Koninklijke Pruisische Johannieterorde in ter "eervolle herinnering aan de opgeheven en verdwenen balije". Deze orde betekende echter geen lidmaatschap van de Johannieterorde of andere ridderlijke orde, maar was een door de Pruisische koning verleend ordeteken van de staat.
In 1853 werd de orde door Frederik Willem IV als een evangelische, charitatieve orde heropgericht onder de naam Balley Brandenburg des Ritterlichen Ordens vom Spital zu Jerusalem, genannt "Der Johanniterorden". Na de Duitse nederlaag in 1945 raakt de orde al haar bezittingen in het oosten kwijt. Pas in 2001 wordt de Ordenssitz weer naar Berlijn verplaatst.

## De Johannieters in het Derde Rijk

### Houding ten opzichte van het nationaalsocialisme
Bij de opkomst van het nationaalsocialisme nam de Duitse adel een ambivalente houding aan. Men hoopte op herstel van de Pruisische monarchie maar men wilde vooral dat er orde op zaken zou worden gesteld in een verarmd en chaotisch Duitsland. De ridders in de Johannieterorde stonden sinds 1927 onder leiding van prins Oskar van Pruisen die als grootmeester in deze periode de bescherming van rijkspresident Paul von Hindenburg genoot. De Orde van Sint-Jan had als een instelling nauwe banden met de evangelische kerk, die het nazidom vaak afwees. Beiden waren de nazi's een doorn in het oog. Het kwam zelden voor dat een Johannieter lid van de NSDAP werd. De op 20 september 1928 uit de orde getreden Friedrich Graf von der Schulenburg was een uitzondering. Omdat veel officieren van de Wehrmacht en andere invloedrijke figuren Johannieters waren keerde Hitler zich pas nadat hij de macht had zekergesteld tegen de Johannieterorde.
Op 30 juni 1934 werd de invloedrijke Johannieter generaal Kurt von Schleicher vermoord in de "Nacht van de Lange Messen". Het officierskorps en de adel liet de moord op een van de prominente bestuurders uit hun kring zonder protest passeren.
Op 29 november 1935 werd het verlenen van kruisen van de Orde van Sint-Jan in een decreet van het Rijk en de Pruisische minister van Binnenlandse Zaken verboden. Op 2 juli 1938 verbood Hitlers plaatsvervanger Rudolf Hess het combineren van het lidmaatschap van de NSDAP en de Johannieterorde. De orde werd niet ontbonden of verboden, maar ze kon geen nieuwe leden aannemen. De saamhorigheid van de ridders bleef bestaan, al mochten zij hun kruis niet meer op hun uniform dragen. In plaats daarvan droegen zij nu een ring met het achtpuntige kruis. Ongeveer 10 procent van de leden werd nationaalsocialist.

### Samenzwering tegen Hitler (1944)

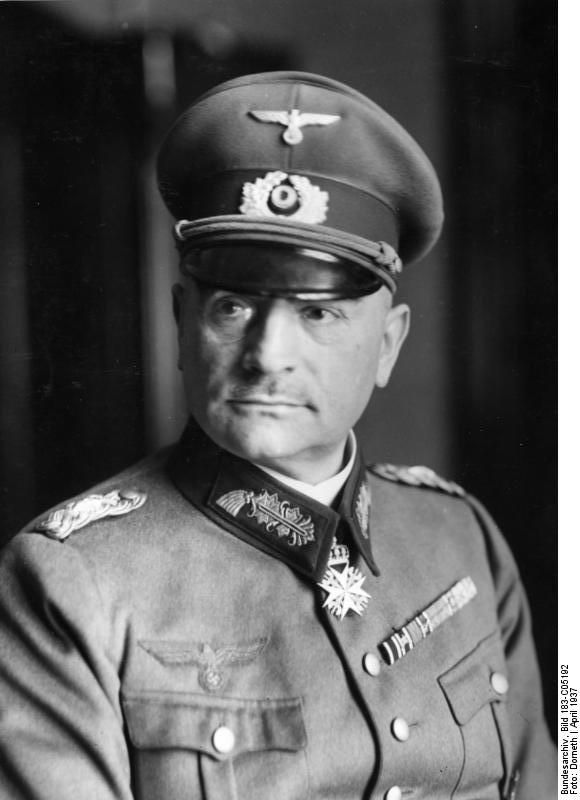
Generaal Friedrich v. Rabenau draagt in 1937 bij het uniform van de Wehrmacht nog het kruis van een rechtsridder om de hals

In 1944 waren er tal van Johannieters onder de samenzweerders die Adolf Hitler op 20 juli 1944 ten val probeerden te brengen. Generaal-majoor Heinrich Graf zu Dohna-Tolksdorf (ridder van Justitie), Albrecht von Hagen (ridder van Eer), Ulrich von Hassel (Duits ambassadeur in Italië van 1932 tot 1938, ridder van Eer), Ewald von Kleist-Schmenzin (ridder van Justitie), luitenant-kolonel Fritz von der Lancken (ridder van Eer), majoor Wilhelm Graf zu Lynar-Lubbenau (ridder van Justitie), generaal Friedrich von Rabenau (Ridder van Justitie), majoor Adolf Graaf von Schack (ridder van Justitie), Friedrich-Werner von der Schulenburg (Duits ambassadeur in Moskou, ridder van Justitie), Ulrich-Wilhelm Graf von Schwerin von Schwanenfeld (adjudant van veldmaarschalk von Witzleben, ridder van Justitie), en veldmaarschalk Erwin von Witzleben (ridder van Justitie) zelf.
Drie van de ridders van de Balije Brandenburg des Ritterlichen Ordens St. Johannis vom Spital zu Jerusalem waren direct bij de samenzwering betrokken; Malte Prinz zu Putbus, ridder van Justitie von Ribbeck en luitenant-generaal Hans Graf von Sponeck. Vier ridders werden na de 20e juli ter dood gebracht Georg Baron von Boeselager, Max-Ulrich Graf von Drechsel-Deuffenstetten, Michael Graf von Matuschka en Albrecht von Hagen. Philip Baron von Boeselager, de jongere broer van Georg en Hyazinth Graf von Strachwitz werden niet door Gestapo en SD ontdekt. Dito Rudolf Freiherr von Gersdorff, die op 21 maart 1943 nog een mislukte poging tot zelfmoordaanslag op Hitler had gedaan maar vanaf D-Day de handen vol had als stafchef in Noord-Frankrijk.
Deze protestantse Johannieters werkten samen met katholieke officieren en critici van het Hitler-regime. Onder hen waren veel edellieden maar ook burgers. Vaak had men elkaar in de Kreisauer Kreis, een informeel trefpunt van de oppositie, ontmoet. Andere adellijke samenzweerders waren Claus Graf Schenk von Stauffenberg. Konrad Graf von Preysing-Lichenegg-Moos, kardinaal en aartsbisschop van Berlijn en Clemens-August Graf von Galen, kardinaal en bisschop van Münster. Onder de vooraanstaande katholieke edelen die ter dood werden gebracht waren Adam von Trott zu Solz en Baron Karl-Ludwig von Guttenberg, een kapittelridder en commandeur in de Beierse Huisridderorde van de Heilige Georg.

### Kritische leden en verzetsleden
Johannieters die kritisch tegenover het regime stonden, waren onder anderen:
- Rudolph-Christoph Freiherr von Gersdorff
- Eberhard von Breitenbuch
- Alexander von Falkenhausen (Generaal)
- Heinrich Graf zu Dohna-Schlobitten (rechtsridder)
- Albrecht von Hagen (ereridder)
- Kurt Freiherr von Hammerstein-Equord (voormalige opperbevelhebber Reichswehr, ereridder)
- Ulrich von Hassell (rechtsridder)[2]
- Ewald von Kleist-Schmenzin (rechtsridder)
- Fritz von der Lancken (ereridder)
- Wilhelm Graf zu Lynar (rechtsridder)
- Friedrich von Rabenau (rechtsridder)
- Adolf Friedrich Graf von Schack (rechtsridder)
- Friedrich-Werner Graf von der Schulenburg (rechtsridder),
- Ulrich Wilhelm Graf Schwerin von Schwanenfeld (rechtsridder)
- Erwin von Witzleben (rechtsridder)
- Hans von Sponeck (ereridder)

Leden die zeer actief betrokken waren bij "Operatie Walküre" waren onder anderen:
- August von Trott zu Solz
- Otto von Stülpnagel
- Helmuth von Pannwitz

## Organisatie en huidige betekenis

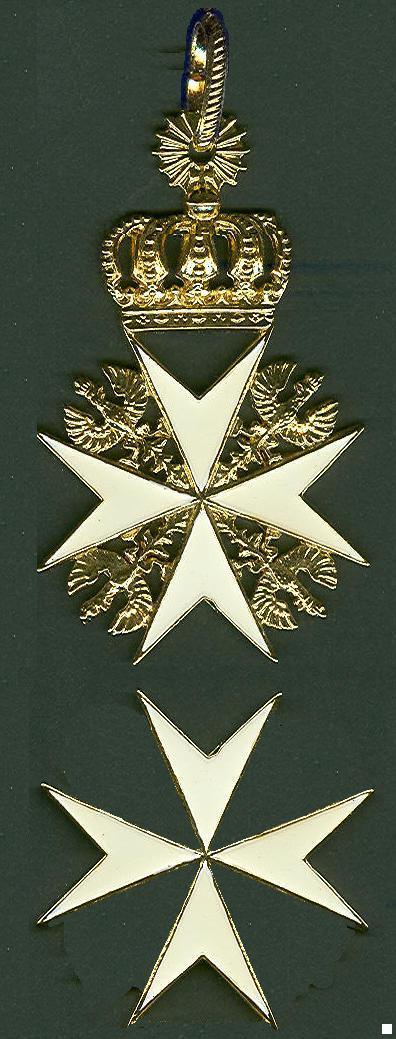
Het kruis van een rechtsridder (privéverzameling Groningen)

De Balley Brandenburg is de kern van de Duitse Johannieterorde, van haar gaan de impulsen uit en alle genootschappen en commanderijen worden door haar aangestuurd. In de balije zijn het kapittel, de grootmeester (Herrenmeister) en de regering van de orde verzameld. De orde telt tegenwoordig ongeveer 3300 ridders en 1,3 miljoen actieve en contribuerende leden. De orde heeft 18 Duitse en 5 buitenlandse commanderijen (afdelingen). De leden onderhouden vele ehren Vereine ("e.V") die verpleeg- en ziekenhuizen onderhouden, en een, grotendeels vrijwillige, ambulancedienst. De orde werkt niet alleen nauw samen met de Maltezer Orde, maar ook met haar Zweedse en Nederlandse zusterorganisaties.
De Johannieters namen vanaf 1948 ook niet-adellijke leden aan. In april 1991 waren er 200 leden uit voormalige adellijke families (herkenbaar aan hun naam) en 1000 leden uit families die niet tot de Duitse adel hebben behoord. Veel van deze leden stammen uit families die verwant zijn met de voormalige adellijke geslachten.

### Rangen binnen de orde
- Ereleden (Ehrenmitglieder)
- Regerende commandeurs (Regierende Kommendatoren)
- Erecommandeurs (Ehrenkommendatoren)
- Rechtsridders (Rechtsritter)
- Ereridders (Ehrenritter)

## Buitenlandse commanderijen
- Johanniter Ridderskapet i Finland (Johanniter Ritterschaft in Finnland) (Finland)
- Association des Chevaliers de St. Jean, Langue de France (Ritter des Hlg. Johannes französischer Zunge) (Frankrijk)
- Kommende der Johanniterritter in der Schweiz (Zwitserland)
- Johannitarend Magyar Tagozata (Hongarije)

De Nederlandse commanderij, de Johanniter Orde in Nederland werd in 1909 als deel van de Pruisische balije opgericht maar verklaarde zich na de Tweede Wereldoorlog zelfstandig.
In de Alliantie van Niederweisel werden formele relaties met de bovenstaande Orden van Sint-Jan en de Orde van Sint-Jan (Verenigd Koninkrijk) aangeknoopt. De orden werken samen en binden ook gezamenlijk de juridische strijd aan met de talloze pseudo-orden. In de Verenigde Staten werd deze strijd verloren.

## Grootmeesters
- Veit von Thümen (1527–1544)
- Joachim von Arnim (1544–1545)
- Thomas von Runge (1545–1564)
- Franz Neumann (1564–1569)
- Martin von Hohenstein (1569–1609)
- Frederik van Brandenburg (1610)
- Ernst van Brandenburg (1611–1613)
- George Albrecht van Brandenburg (1614–1615)
- Johan George van Brandenburg (1616–1624)
- Joachim Sigismund van Brandenburg (1624–1625)
- Adam von Schwarzenberg (1625–1641)
- Johan Maurits van Nassau-Siegen (1652–1679)
- George Frederik van Waldeck-Pyrmont (1689–1692)
- Karel Filips van Brandenburg (1693–1695)
- Albrecht Frederik van Brandenburg-Schwedt (1696–1731)
- Karel Frederik Albrecht van Brandenburg-Schwedt (1731–1762)
- Ferdinand van Pruisen (1762–1811)
- Orde opgeheven (1811-1852)
- Karel van Pruisen (1853–1883)
- Albert van Pruisen (1883–1906)
- Eitel Frederik van Pruisen (1907–1926)
- Oscar van Pruisen (1927–1958)
- Willem Karel van Pruisen (1958–1999)
- Oskar van Pruisen (sinds 1999)